# Čiernohronská železnica
| |                         |                                                        |                                                        |
| Kursbuchstrecke (ZSSK): | 900                     |                                                        |                                                        |
| Streckenlänge: | 16 km                   |                                                        |                                                        |
| Spurweite: | 760 mm (Bosnische Spur) |                                                        |                                                        |
| |                         |                                                        |                                                        |
| \| \| 0 \| Vydrovo dolina \| Vydrovo dolina \| \| \| 1 \| Kyslá \| Kyslá \| \| \| 2 \| Vydrovo skanzen \| Vydrovo skanzen \| \| \| \| Vydrovo most \| \| \| \| \| Čierny Hron \| \| \| \| \| \| \| \| \| 4 \| Čierny Balog \| Čierny Balog \| \| \| 6 \| Krám \| Krám \| \| \| 7 \| Nový Krám \| Nový Krám \| \| \| \| \| \| \| \| 8 \| Šánske (Ausweiche) \| Šánske (Ausweiche) \| \| \| 11 \| Svätý Ján \| Svätý Ján \| \| \| \| Čierny Hron \| \| \| \| \| Abzweig Selecká \| \| \| \| 13 \| Hronec obec \| Hronec obec \| \| \| 14 \| Hronec zlieváreň \| Hronec zlieváreň \| \| \| \| Hronec \| \| \| \| 15 \| Valaská obec \| Valaská obec \| \| \| 16 \| Chvatimech Anschluss 172 Banská Bystrica–Červená Skala \| Chvatimech Anschluss 172 Banská Bystrica–Červená Skala \| \| \| \| Hron \| \| \| \| 16 \| Chvatimech sever \| Chvatimech sever \| \| \| \| Podbrezová-Štiavnička \| \| |                         |                                                        |                                                        |
| Kopfbahnhof Streckenanfang | 0                       | Vydrovo dolina                                         | Vydrovo dolina                                         |
| Haltepunkt / Haltestelle | 1                       | Kyslá                                                  | Kyslá                                                  |
| Haltepunkt / Haltestelle | 2                       | Vydrovo skanzen                                        | Vydrovo skanzen                                        |
| ehemaliger Haltepunkt / Haltestelle |                         | Vydrovo most                                           | Vydrovo most                                           |
| Brücke über Wasserlauf |                         | Čierny Hron                                            | Čierny Hron                                            |
| Abzweig geradeaus und ehemals von rechts |                         |                                                        |                                                        |
| Bahnhof | 4                       | Čierny Balog                                           | Čierny Balog                                           |
| Haltepunkt / Haltestelle | 6                       | Krám                                                   | Krám                                                   |
| Haltepunkt / Haltestelle | 7                       | Nový Krám                                              | Nový Krám                                              |
| Abzweig geradeaus und ehemals von rechts |                         |                                                        |                                                        |
| Haltepunkt / Haltestelle | 8                       | Šánske (Ausweiche)                                     | Šánske (Ausweiche)                                     |
| Haltepunkt / Haltestelle | 11                      | Svätý Ján                                              | Svätý Ján                                              |
| Brücke über Wasserlauf |                         | Čierny Hron                                            | Čierny Hron                                            |
| Abzweig geradeaus und ehemals nach links |                         | Abzweig Selecká                                        | Abzweig Selecká                                        |
| ehemaliger Haltepunkt / Haltestelle | 13                      | Hronec obec                                            | Hronec obec                                            |
| Haltepunkt / Haltestelle | 14                      | Hronec zlieváreň                                       | Hronec zlieváreň                                       |
| ehemaliger Haltepunkt / Haltestelle |                         | Hronec                                                 | Hronec                                                 |
| Haltepunkt / Haltestelle | 15                      | Valaská obec                                           | Valaská obec                                           |
| Bahnhof | 16                      | Chvatimech Anschluss 172 Banská Bystrica–Červená Skala | Chvatimech Anschluss 172 Banská Bystrica–Červená Skala |
| Brücke über Wasserlauf |                         | Hron                                                   | Hron                                                   |
| Kopfbahnhof Strecke ab hier außer Betrieb | 16                      | Chvatimech sever                                       | Chvatimech sever                                       |
| Kopfbahnhof Streckenende (Strecke außer Betrieb) |                         | Podbrezová-Štiavnička                                  | Podbrezová-Štiavnička                                  |

Die Čiernohronská železnica (kurz ČHŽ; ungarisch Fekete Garam Vasút, kurz F.G.V.; deutsch Schwarzgranbahn) ist eine Waldbahn mit der Spurweite von 760 mm in der Slowakei. Sie soll künftig dem regionalen Nahverkehr dienen und bis 2025 elektrifiziert werden.

## Bedeutung
Die Čiernohronská železnica erschloss das Tal des Čierny Hron im Slowakischen Erzgebirge für die Holzabfuhr. Die heute als Museumsbahn betriebene Strecke ist seit 1982 ein Nationales Kulturdenkmal der Slowakei.

## Geschichte

### Bau und Betrieb bis 1982
Die Planung der Bahn im Jahre 1898 begann nach einer Anweisung des damaligen Landwirtschaftsministers. Der Bau des ersten Abschnitts – bis jetzt im Betrieb – begann im Jahr 1908; ein Jahr später (1909) begann der regelmäßige Verkehr zwischen Sägewerken in Čierny Balog und Hronec. Das Netz wurde erweitert, um aus den Wäldern Holz zu befördern. Für den Ausbau während des Ersten Weltkriegs wurden auch russische Gefangene eingesetzt.
Der erste offizielle Name der Bahn war ungarisch Fekete Garam Vasút. Bis heute sieht man diesen Namen in Form der Abkürzung F.G.V. Ab dem 19. Juli 1927 wurde auf der Strecke Čierny Balog – Hronec auch Personenverkehr erlaubt.
In den 1960er Jahren wurde der Verkehr eingeschränkt, 1982 der Betrieb offiziell eingestellt. Gleichzeitig ist die Bahn zum nationalen Kulturdenkmal erklärt worden.

### Museumsbahn
1983 begannen Freiwillige mit dem Wiederaufbau der Bahn. Im Jahr 1992 wurde ein musealer Verkehr zwischen Chvatimech und Čierny Balog aufgenommen. Der Wiederaufbau des Streckenastes nach Dobroč wurde mit der offiziellen Eröffnungsfeier am 30. April 2012 abgeschlossen.
Nachdem in Čierny Balog während der Zeit ohne Verkehr zwischen 1982 und 1992 ein Fußballstadion des TJ Tatran Čierny Balog an der Strecke entstand, fahren seit Wiederinbetriebnahme des dortigen Streckenabschnitts 2012 Züge zwischen Spielfeld und Tribüne, was auch während Spielen vorkommt. Wenn kein Spiel stattfindet, öffnet der Lokführer die Tore per Funk, so dass kein Halt notwendig ist.
Im April 2020 erwarb die Čiernohronská železnica Elektrotriebwagen und zugehörige Steuerwagen für 80 000 Schweizer Franken von der Baselland Transport. Nach deren dortigem Einsatzende bei der Waldenburgerbahn Anfang April 2021 überführte die Čiernohronská železnica die Fahrzeuge bis Mai 2021 nach Čierny Balog, davon zwischen Birsfelden und Bratislava per Binnenschiff. Anfang August 2022 nahm die Čiernohronská železnica einen der Triebwagen mithilfe eines vorübergehend eingebauten elektrischen Generators für Probefahrten mit zwei Steuerwagen in Betrieb. Ende Dezember 2022 kamen die Fahrzeuge erstmals im Fahrgastbetrieb zum Einsatz.

### Zukunft
Die Čiernohronská železnica plant eine Elektrifizierung der Strecke und einen regulären Nahverkehr auf der Strecke und rechnete 2020 mit einem Betriebsbeginn im Mai 2025. Dafür ist auch eine Erneuerung des Oberbaus notwendig. Das Projekt wird vom Banskobystrický kraj unterstützt.

## Fahrzeuge

### Lokomotiven

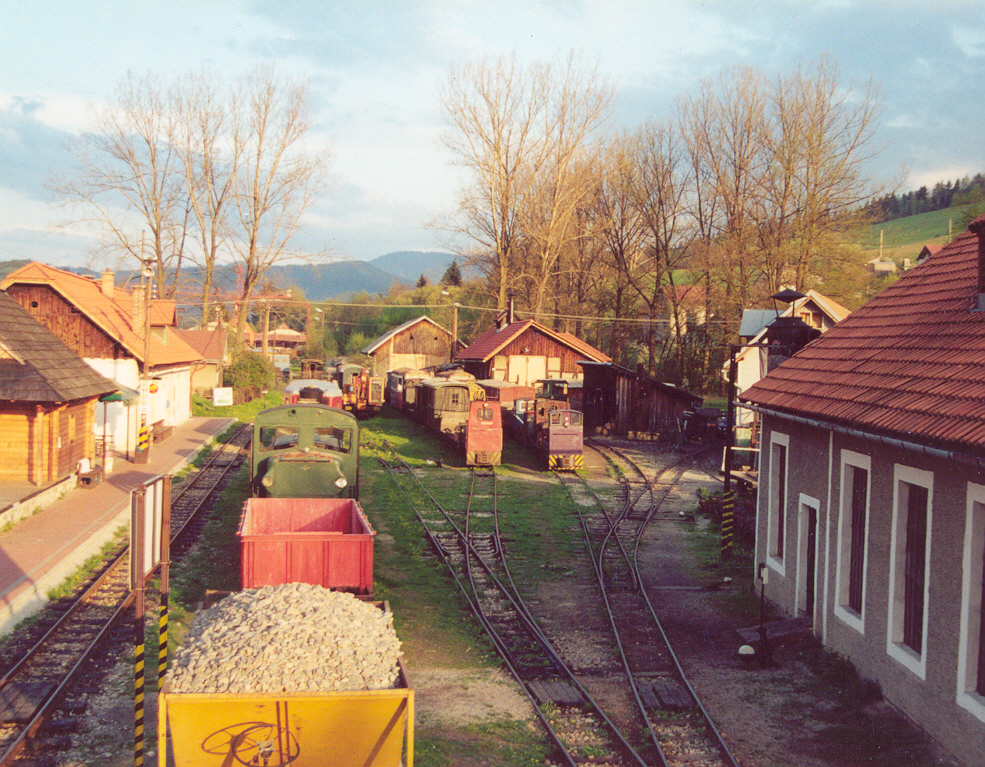
Bahnhof in Čierny Balog

- Dampflokomotiven
  - drei Lokomotiven ČKD C 760/90d
  - Smoschewer
  - U 46.901
- mehrere Diesellokomotiven

### Trieb- und Steuerwagen
- sieben Elektrotriebwagen WB BDe 4/4
- zehn Steuerwagen WB Bt